# Rio Guaió
O Rio Guaió nasce no município paulista de Ribeirão Pires, na região do ABC Paulista.  
Com aproximadamente 20 km de extensão, o Guaió desloca-se, a jusante, rumo nordeste, tendo, do seu lado esquerdo, os Municípios de Ferraz de Vasconcelos, Mauá e Poá, e, à direita, os Municípios de Ribeirão Pires e de Suzano.
A sua foz se dá no rio Tietê, na divisa com o Município de Itaquaquecetuba, a cerca de 30 km a montante do local onde deságua o rio Tamanduateí.
Já bem próximo de sua desembocadura, o Guaió passa por baixo dos trilhos da Linha 11 do Trem Metropolitano de São Paulo e da SP-66 (Rodovia Henrique Eroles).  
Os seus principais afluentes, que nascem na Região do Grande ABC, são:
- Córrego Azul: nasce na 4a. Divisão, próximo à Estrada de Sapopemba e Mauá, e desagua no Córrego Comprido, que desagua no Rio Guaió
- Córrego Boa Esperança: nasce na Quarta Divisão, em Mauá e desagua no Guaió
- Córrego Boa Vista: nasce na Quarta Divisão, em Ferraz de Vasconcelos, fazendo divisa entre Mauá e Ferraz, desaguando no Guaió
- Córrego Bom Retiro: nasce no sítio Nª Sª Aparecida na Quarta Divisão e desagua no Guaió
- Córrego Casa Grande: nasce na Vila Real, em Mauá e desagua no Guaió
- Córrego Casa Preta: nasce no Jardim Adelina, em Mauá e desagua no Guaió
- Córrego Comprido: nasce na Quarta Divisão, em Mauá, próximo à Estrada de Sapopemba, desagua no córrego Doce, que desagua no Guaió
- Córrego Contenda: nasce na Quarta Divisão, em Mauá e desagua no Guaió
- Córrego Doce: nasce no Jardim Coimbra, em Mauá, desagua no córrego Paraíso, que desagua no Guaió
- Córrego Estiva: nasce na chácara Paraíso, em Ribeirão Pires e desagua no Guaió
- Córrego Liberdade: nasce no Jardim Coimbra, em Mauá, desagua no córrego Sampaio Vidal, que desagua no Guaió
- Córrego do Moinho: nasce na Instância Iramaia, em Ribeirão Pires e desagua no Guaió
- Córrego Paraíso: nasce na Quarta Divisão, próximo a Estrada do Feital, em Mauá e desagua no Guaió
- Córrego Pedreiras I:  nasce na Quarta Divisão, em Mauá, faz divisa entre Mauá e Ribeirão Pires, desagua no córrego Casa Preta, que desagua no córrego Doce, que desagua no córrego Paraíso, que desagua no Guaió
- Córrego Pedreiras II: nasce no Jardim Adelina, em Mauá, desagua no córrego Casa Grande, que desagua no Guaió
- Córrego do Pinheiro:  nasce no Jardim Adelina, em Mauá e desagua no Guaió
- Córrego da Porteira: nasce na Quarta Divisão, no Morro Pelado, em Mauá, desagua no córrego Bom Retiro, que desagua no Guaió
- Córrego Potiguar: nasce na chácara Vulcão, em Mauá e desagua no Guaió
- Córrego Sampaio Vidal: nasce no Jardim Coimbra, em Mauá e desagua no Guaió
- Córrego Santa Cruz: nasce na Quarta Divisão, em Mauá e desagua no Guaió
- Córrego Santa Elisa: nasce na Quarta Divisão, em Mauá e desagua no Guaió
- Córrego Santa Maria: nasce na Quarta Divisão, em Mauá e desagua no Guaió
- Córrego do Tecelão: nasce no sítio Tecelão, em Ribeirão Pires, faz divisa entre Ribeirão Pires e Suzano, desaguando no Guaió
- Córrego Tijuca: nasce na Quarta Divisão, em Mauá e desagua no Guaió
- Córrego Campo Grande: Nasce em Nova Poá, Poá e desagua no Guaió